# أتومو تاناكا
أتومو تاناكا (باليابانية: 田中 亜土夢) (4 أكتوبر 1987 في نيغاتا في اليابان – )؛ هو لاعب كرة قدم ياباني سابق كان يلعب كلاعب وسط.

## وصلات خارجية
- أتومو تاناكا على موقع الاتحاد الدولي (مؤرشف)  (الإنجليزية)
- أتومو تاناكا على موقع الاتحاد الأوربي (الإنجليزية)
- أتومو تاناكا على موقع رابطة كرة القدم اليابانية للمحترفين (اليابانية)
- أتومو تاناكا على موقع قاعدة بيانات كرة القدم.إي يو (الإنجليزية)
- أتومو تاناكا على موقع Soccerway.com (الإنجليزية)
- أتومو تاناكا على موقع عالم كرة القدم.نت (الإنجليزية)
- أتومو تاناكا على موقع كووورة